# Skoroszowice
Skoroszowice – wieś w Polsce, położona w województwie dolnośląskim, w powiecie strzelińskim, w gminie Strzelin.
| SIMC    | Nazwa      | Rodzaj     |
| ------- | ---------- | ---------- |
| 0880656 | Myszkowice | przysiółek |

## Podział administracyjny
W latach 1975–1998 miejscowość administracyjnie należała do województwa wrocławskiego.

## Historia
Pierwsze wzmianki o wsi Skoroszowice pojawiły się w II połowie XVI wieku, jako Skorosowitz, Kurschwitz. Była własnością rodu von Rachenow (Reichau). W 1598 roku została przekazana Annie z domu von Reichau, wdowie po Balzerze Sterzenie. W XVII wieku właścicielami byli: Sigmund von Zedlitz (od 1626), a następnie jego potomkowie, Kaspar von Abschatz und Kummernick (od 1640), Karl Friedrich von Hoberg (od 1653), po nim Karl Friedrich i Johann Friedrich von Nimptsch. W 1712 roku wioska należała do Hansa Christopha von Burgsdorf, a potem przynajmniej do 1830 roku, rodu von Langenau. W roku 1785 wieś wzmiankowana, jako Korschwitz, pod tą nazwą funkcjonowała do końca II wojny światowej.

## Pałac w Skoroszowicach
W zachodniej części wsi znajduje się zespół pałacowo-folwarczny, z zabudowaniami gospodarczymi od zachodu i parkiem od wschodu. Obiekt zbudowany w 3. ćwierci XVII wieku lub na początku wieku XVIII, był przebudowywany w latach 20. XX wieku (rozbudowa w kierunku północnym i południowym, częściowa zmiana układu wnętrz i elewacji) oraz w latach 70. XX wieku (zabudowanie narożnika południowo-zachodniego, częściowa adaptacja poddasza, przebudowa ganku od wschodu). Położony między folwarkiem a parkiem, od wschodu znajduje się fasada. Pałac jest murowany, tynkowany, na planie prostokąta, z przybudówkami na rzucie prostokąta od pn. i pd., gankiem od wsch. i tarasem od zach. Piętrowy z użytkowym poddaszem, podpiwniczony; przybudówka pn. parterowa. Dwutraktowy z amfiladowym układem pomieszczeń i korytarzem pomiędzy traktami. W centralnej części parteru obszerny hall od wschodu i sala reprezentacyjna od zachodu, układ pozostałych pomieszczeń częściowo zmieniony. Po południowej stronie hallu reprezentacyjna klatka schodowa ze schodami krętymi z duszą, druga klatka w południowej osi skrajnej ze schodami dwubiegowymi. W piwnicach i na parterze sklepienia kolebkowe z lunetami i stropy w pozostałych kondygnacjach. Zachowaną częściowo posadzkę ceramiczną datuje się na przełom XIX/XX wieku. W pałacu znajduje się marmurowy kominek o formach neorenesansu włoskiego z 3. ćwierci XIX wieku, meble gdańskie datowane na 4. ćwierć XIX wieku: cztery krzesła, fotel, stół, szafa, dwie serwantki i kredens m.in. z herbami Gdańska, Elbląga i Oliwy z płaskorzeźbionymi scenami figuralnymi, hermami, groteską i ornamentem akantowym; fortepian firmy Rittmüller z Getyngi z 4. ćwierci XIX wieku. 
Pałac mieści się w parku krajobrazowym, założonym w 3. ćwierci XIX wieku, przekształconym na przełomie XIX/XX wieku (m.in.: utworzono staw na istniejącym kanale) i w okresie międzywojennym. W zachowanym starodrzewie wyróżnić możemy: cisy, akacje, dęby, lipy i platan.
W pałacu obecnie mieści się Specjalny Ośrodek Szkolno-Wychowawczy dla młodzieży w wieku 16–24 lat upośledzonej umysłowo w stopniu lekkim i umiarkowanym, często z dodatkowymi schorzeniami jak: epilepsja, mózgowe porażenie dziecięce (jednostronne), wady serca i inne.